# 2,4-二氨基嘧啶

艾拉普林

甲氧苄啶

2,4-二氨基嘧啶是一种含氮有机化合物，化学式C4H6N4，是二氨基嘧啶的同分异构体之一，有许多药物如艾拉普林、甲氧苄啶都带有2,4-二氨基嘧啶结构。